# スタジオ (映像編集)
本項目では、スタジオのうち、もっぱら動画映像の編集に使われるものについて説明する（以下「映像編集スタジオ」と記す）。

## フィルムの編集スタジオ
フィルムで撮影された動画映像の編集は、世代によって大きく異なる2種類のものがある。

### フィルムを使った編集
フィルムそのものを使った編集では、編集室が「スタジオ」と呼ばれることはあまりなく、単に「編集室」などと呼ばれることが多い。しかし歴史的な経緯もあるため、簡略に説明しておく。フィルム編集のプロセスは、その後のビデオ編集のプロセスにも影響を与えている。

#### ポジ編集
撮影されたネガフィルムからポジフィルムを作成し、そのポジフィルムをムヴィオラと呼ばれる簡易な映写機で映像を見ながら、スプライサーと呼ばれるフィルムを切断・接着する道具を使って編集していく。オーバーラップなどの加工作業が必要な部分には、フィルム上にダーマトグラフ（柔らかい特殊な色鉛筆）でしるしをつけ、光学合成に出す。この作業を「オプティカル出し」と呼ぶ。
フィルムの編集室があまり「スタジオ」と呼ばれないのは、歴史的な経緯によるものと考えられる。フィルム用の編集室の設備は、ムヴィオラ・スプライサー程度であり、比較的簡易なものである。逆に言えば、ムヴィオラやスプライサーがあればどこでも編集は可能であり、「フィルム編集用のスタジオ」としての特殊な装備は持たない。
この「ポジ編集」は、のちのビデオ編集における「プリ編（プリ編集）」に対応する。

#### ネガ編集
ネガフォルムの仕上げはネガ編集者と呼ばれる職人が行う。編集済みポジフィルムから編集データを読み取り、ネガフィルムの使用部分のみを接続し、原版を組み上げる。合成済みネガフィルムもこの際に組み込まれる。
この「ネガ編集」は、のちのビデオ編集における「本編集」に対応する。
組み立てが終わったネガフィルムをポジフィルムに焼き付けたものは0号プリントと呼ばれ、関係者への最初の試写が行われる。

### FV編集
デジタル合成技術の発展に伴い、フィルム作品の編集にもデジタルの編集スタジオが使われることが増えてきている。その場合、フィルムをいったんハイビジョン(縦解像度が約1000ドット)・2K（縦解像度が約2000ドット）・4K（縦解像度が約4000ドット）などのビデオ信号に変換し、そのビデオ信号をビデオの編集スタジオで編集し、仕上がったものをフィルムに戻すという手順を踏む。実際の編集は、それぞれの解像度に対応したビデオの映像編集スタジオで行う。
画質向上と作業工程はデジタル技術の推移とともに大きく変化しているが、映像自体を編集する技術・センスは大きく変わらない。

## ビデオの編集スタジオ

### ビデオの編集プロセス
ビデオ編集は、多くの場合、「プリ編集」（オフライン編集）と「本編集」（オンライン編集）の2段階に分けて行われる。それぞれに使われる映像編集スタジオは性格の異なるものである。
ビデオ編集は、まず簡略な編集機材によってプリ編集が行われる。その後、プリ編集の結果をデータとして起こし、そのデータに従って本編集が行われる。
この手順は、フィルム編集時代のプロセスを引き継いだものである。

### プリ編スタジオ
編集は、撮影素材から実際に使う部分を抜き出し、つなぎかえて仕上げる作業である。テレビ番組などの場合にはしばしば撮影素材は大量なものとなり、その中から必要なカットを抜き出し構成を行うという作業は、たいへん時間がかかる作業となる。しばしばプリ編は、数日ないし一週間を越えるほどとなる。
この作業をすべて、高価な本編集スタジオで行うと制作費の増大につながる。本編集スタジオの使用時間を節約するため、おおまかな編集までは、比較的安価なプリ編スタジオで行うことが多い。
プリ編スタジオは、本編集のためのデータが作成できれば良く、高い精度の編集は必要とされない。古くはUマチックやVHSなどの編集機材が使われることが多かった。これらの機材は、画質が明らかに劣るものであるため、プリ編集で作成された画像は本編集に使うことはできず、もっぱら「本編集のためのデータ作成」が目的であった。
その後、ベータカムやパソコンを使ったノンリニア編集などの機材も使われるようになった。これらの機材の画質は業務用レベルのものであり、「本編集のためのデータ作成」だけではなく、ある程度はプリ編で作成された映像を本編集に使うということも可能となった。1990年代後半以降、低価格帯のビデオ機材の画質が向上し、現在は高画質のプリ編集機材を使えば放送用画質の簡易編集を行うことが可能になってきている。
また、ニュース番組用素材などはプリ編集室クラスの機材を使って仕上げてしまうことも少なくない。
プリ編スタジオのレンタル費用は、一般に時間貸しないし日割り貸しである。プリ編スタジオ程度の機材ならば比較的安価であるため、私有や中小プロダクションが保有していることも多い。また、エディター（編集技術者）がつかず、監督（ディレクター）などが自分で操作する場合もある。

### 本編集スタジオ
本編集は、放送や業務的使用に耐える画質での編集を行うものであり、高価なビデオデッキや高性能な編集機材が使用される。
本編集スタジオでは以下のようなことができる。
- フェードイン・フェードアウトや映像のトーン・色味の調整など、映像の単独の加工。
- オーバーラップ（OL）・ワイプなどの複数の映像の加工と組み合わせ。
- モザイクや変形などのデジタルエフェクト。
- スーパーインポーズ（文字入れ）。
- ミクサー・キーヤーによるクロマキー合成。あるいはデジタル合成作業。

本編集スタジオの機材や機能は千差万別であり、レンタル価格もまた幅広い。もっとも安価なものはOLなどの基本的な加工が可能な程度のものである。もっとも高価なものだと、数十の動画を組み合わせて合成することなども可能である。編集目的と予算にあわせて適切な機材を持つ本編集スタジオを選択する。
本編集スタジオは、一般に編集技術者（編集エンジニア）の人件費込みの時間貸しである。スタジオ機材に習熟した編集技術者でなければすばやく的確に扱えないためである。編集スタッフは最小で編集技術者1名で行うが、多くの場合、編集技術者とその助手の2名構成である。大規模な本編集の場合、機械室担当要員などが加わったり、数部屋で同時並行的に編集するなど多数の編集スタッフがつくこともある。また、編集内容によっては、事前打ち合わせや撮影立会い、仕込み作業が必要になる場合もあり、それらの作業分は料金に上乗せされる。
本編集スタジオでは、原則として音の加工は行わない。ある程度の調整は可能だが、次の工程である音編集作業（MA）のための準備を行う程度にとどまることが通例である。映像に関しては本編集が完成に至る最終段階となるので画質や映像信号のチェックも行う。